# 長福寺 (横浜市泉区)

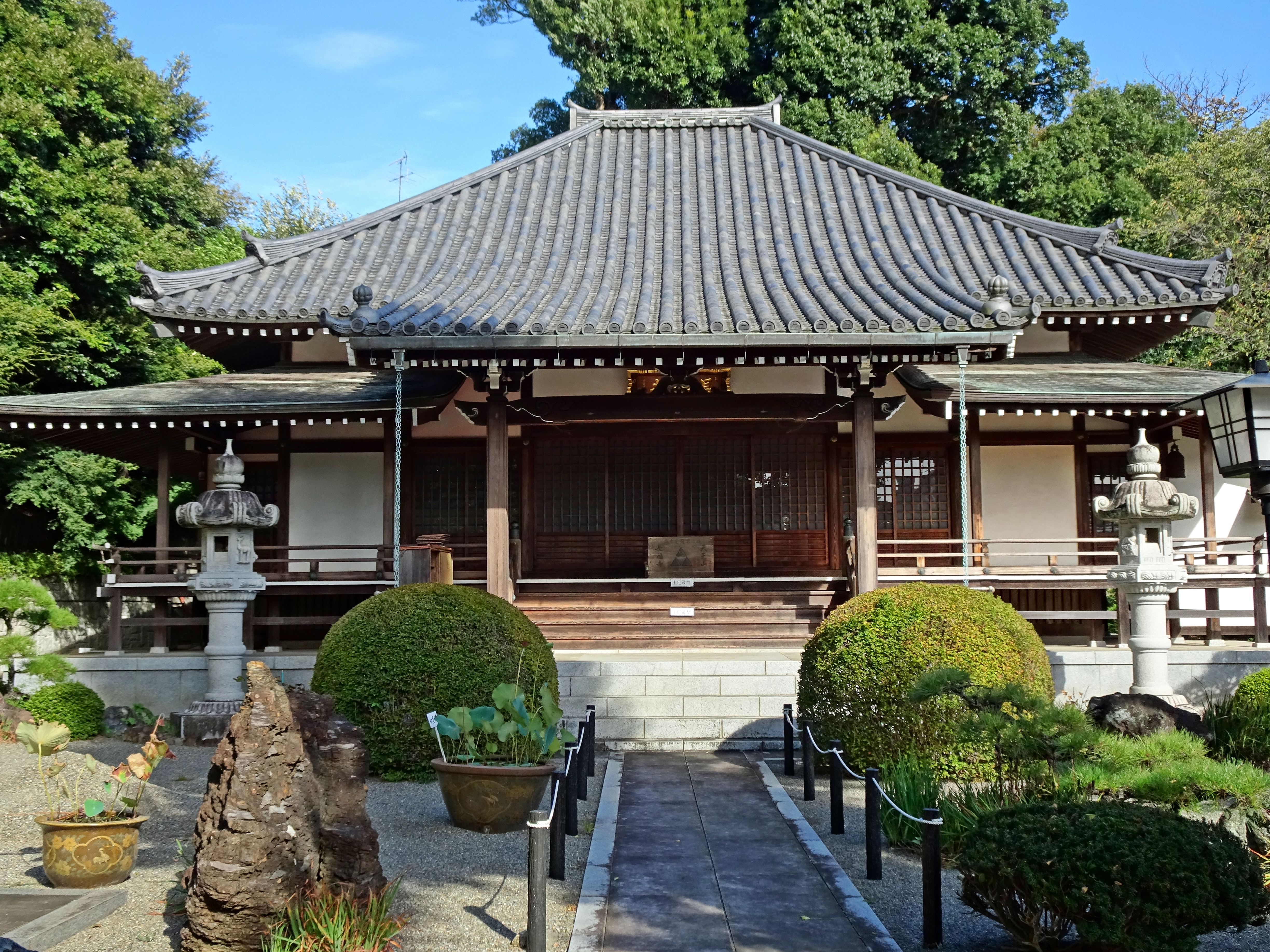
長福寺本堂

長福寺（ちょうふくじ）は、神奈川県横浜市泉区和泉中央南に所在する臨済宗円覚寺派の寺院。

## 歴史
鎌倉時代の1212年（建暦2年）に、泉親衡（いずみちかひら）の創建した道場と伝わる。開山は大覚禅師の法弟・空山円印禅師。中興の祖は、円覚寺102世大雅省音禅師であり、1395年（応永2年）に開創され、今日に至る。

## 文化財
当寺に保存されている南北朝時代の板碑は、当時の墓石であり、豪族や武士が供養のために建立したとされる。

## 周辺
当寺の裏山にある泉中央公園には、泉小次郎親衡館跡と伝わる城跡と「小次郎馬洗いの池」と呼ばれる池があり、「泉小次郎伝承地」の名称で横浜市登録地域史跡に登録されている。
須賀神社が隣接している。

## 交通アクセス
- 相鉄いずみ野線いずみ中央駅東側徒歩約5分。